# Jakobs Brev
Jakobs Brev er et af de katolske breve og er i den kanoniske rækkefølge den 20. bog i Det Nye Testamente. Teksten er skrevet i slutningen af 1. århundrede eller i begyndelsen det 2. århundrede.
Jakob den Retfærdige regnes som Jesus fra Nazarets bror og var forfatter til brevet. Det er dog omstridt, hvorvidt det faktisk er Jakob, der er forfatter, eftersom han ikke selv omtaler slægtskabet med Jesus.
På trods af dets navn, indeholder brevet snarere en række formaninger, end en decideret korrespondance.